# Ramt
|  | Denne artikel er oprettet af botten Steenthbot ud fra en ekstern database. Den kan derfor have sproglige fejl eller mangler. Denne skabelon kan fjernes efter kontrol af indholdet. |

Ramt er en dansk kortfilm fra 2017 instrueret af Rasmus Doolengs.

## Handling
Den 39-årige hobbymaler Anne nyder sit fredsfyldte liv med kæresten. Hendes idylliske tilværelse slutter brat, da hun pludselig bliver ramt af sklerose. Hun lider et stort nederlag, men udnytter sin kraftige viljestyrke til at kæmpe sig igennem. Anne udvikler sig og viser en pludselig livsbekræftende psyke. Håb og glæde ved de små ting i hverdagen skaber en livsbekræftende tilværelse for hende, nu når hendes tid langsomt svinder ud.

## Medvirkende
- Lotte Munk, Anne
- Martin Hall, Andreas
- Jane Rohde Olesen, Iben
- Simon Nøiers, Kim
- Kim Wilde, Mathias
- Dinna Ophelia Hæklund, Hjemmehjælper
- Michella Linda Lytzen, Hjemmehjælper
- Casper Mohr, Tjener
- Christian Bang, Kunstanmelder